# 菲昂加
菲昂加是中部非洲國家乍得的城鎮，位於該國西南部，由東凱比河區負責管轄，毗鄰與喀麥隆接壤的邊境，分別距離邦戈爾和帕拉約100公里和80公里，海拔高度326米，2008年人口14,166。